# Oncometopia hamata
Oncometopia hamata är en insektsart som beskrevs av Melichar 1925. Oncometopia hamata ingår i släktet Oncometopia och familjen dvärgstritar. Inga underarter finns listade i Catalogue of Life.